# Bernin (Isère)
Pour les articles homonymes, voir Bernin.
Bernin est une commune française, située dans le département de l'Isère en région Auvergne-Rhône-Alpes.
La commune, adhérente au parc naturel régional de Chartreuse et à la communauté de communes « Le Grésivaudan », se positionne au cœur de la vallée du Grésivaudan, secteur appartenant au sillon alpin, ainsi que sur l'axe routier qui relie les villes de Chambéry, Grenoble et Albertville.
Ses habitants sont dénommés les Berninois.

## Géographie

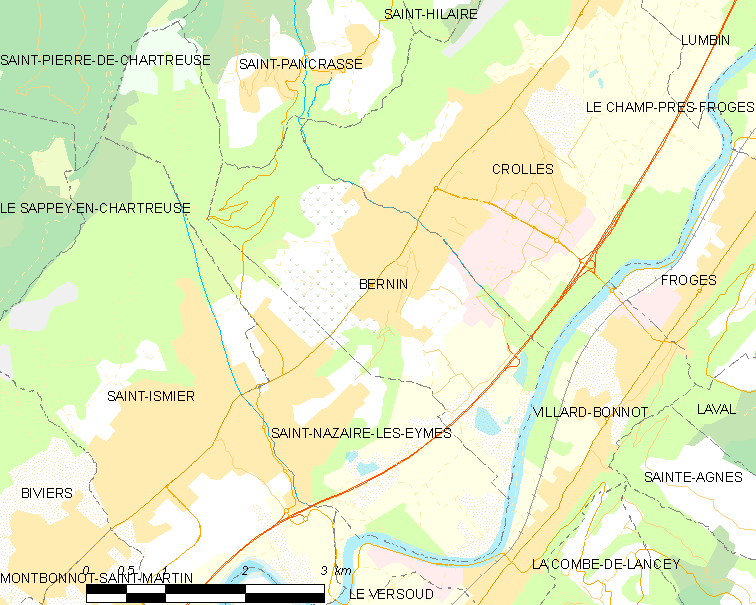
Plan de Bernin et des communes limitrophes

### Situation et description
Bernin est une commune de plus de 3 000 habitants appartenant dans la région Auvergne-Rhône-Alpes, et du département de l’Isère.
Nichée au cœur du Grésivaudan, à 16 km de Grenoble, la ville de Bernin est adossée aux contreforts de la Chartreuse. Dominée par la Dent de Crolles et le Plateau des Petites Roches, son territoire, bordé par l'Isère, fait face à la chaîne de Belledonne.

### Communes limitrophes
|                         | Plateau-des-Petites-Roches (anciennement Saint-Pancrasse) | Crolles        |
| Saint-Nazaire-les-Eymes | Bernin                                                    |                |
|                         |                                                           | Villard-Bonnot |

### Géologie
La plaine de l’Isère, basse, assez large et relativement plate, résulte du passage des glaciers du quaternaire et de la fonte du lac post-glaciaire qui a laissé une épaisseur très importantes d’alluvions accumulé au fil du temps.
Le village de Bernin s'est développé sur une pente qui s’élève régulièrement de 200 à 400 mètres environ jusqu’à l’escarpement abrupt de la falaise de la Chartreuse.

### Sites géologiques remarquables
Le « torrent du Manival », avec ses ouvrages de correction torrentielle, est un site géologique remarquable de 69,18 hectares qui se trouve sur les communes de Bernin, Saint-Ismier et Saint-Nazaire-les-Eymes. En 2014, ce site d'intérêt géomorphologique  est classé « deux étoiles » à l'« Inventaire du patrimoine géologique ».

### Climat
Pour des articles plus généraux, voir Climat d'Auvergne-Rhône-Alpes et Climat de l'Isère.
En 2010, le climat de la commune est de type climat des marges montargnardes, selon une étude du Centre national de la recherche scientifique s'appuyant sur une série de données couvrant la période 1971-2000. En 2020, Météo-France publie une typologie des climats de la France métropolitaine dans laquelle la commune est exposée à un climat de montagne ou de marges de montagne et est dans la région climatique  Alpes du nord, caractérisée par une pluviométrie annuelle de 1 200 à 1 500 mm, irrégulièrement répartie en été. 
Pour la période 1971-2000, la température annuelle moyenne est de 11,4 °C, avec une amplitude thermique annuelle de 19,5 °C. Le cumul annuel moyen de précipitations est de 1 423 mm, avec 9,6 jours de précipitations en janvier et 8,1 jours en juillet. Pour la période 1991-2020, la température moyenne annuelle observée sur la station météorologique de Météo-France la plus proche, « Grenoble - Lvd », sur la commune du Versoud à 6 km à vol d'oiseau, est de 12,6 °C et le cumul annuel moyen de précipitations est de 981,1 mm,. Pour l'avenir, les paramètres climatiques de la commune estimés pour 2050 selon différents scénarios d'émission de gaz à effet de serre sont consultables sur un site dédié publié par Météo-France en novembre 2022.

### Hydrographie
Le principal cours d'eau de la commune est l'Isère, rivière longue de 286 km, dont le bassin versant représente 10 800 km2 et qui borde l'est du territoire communal.
Cette rivière compte au moins un affluent dans le territoire communal, le ruisseau de Craponoz, d'une longueur de 3,4 km qui s'écoule depuis le massif de la Chartreuse et qui marque la séparation entre les communes de Bernin et de Crolles.

### Voies de communication et transport

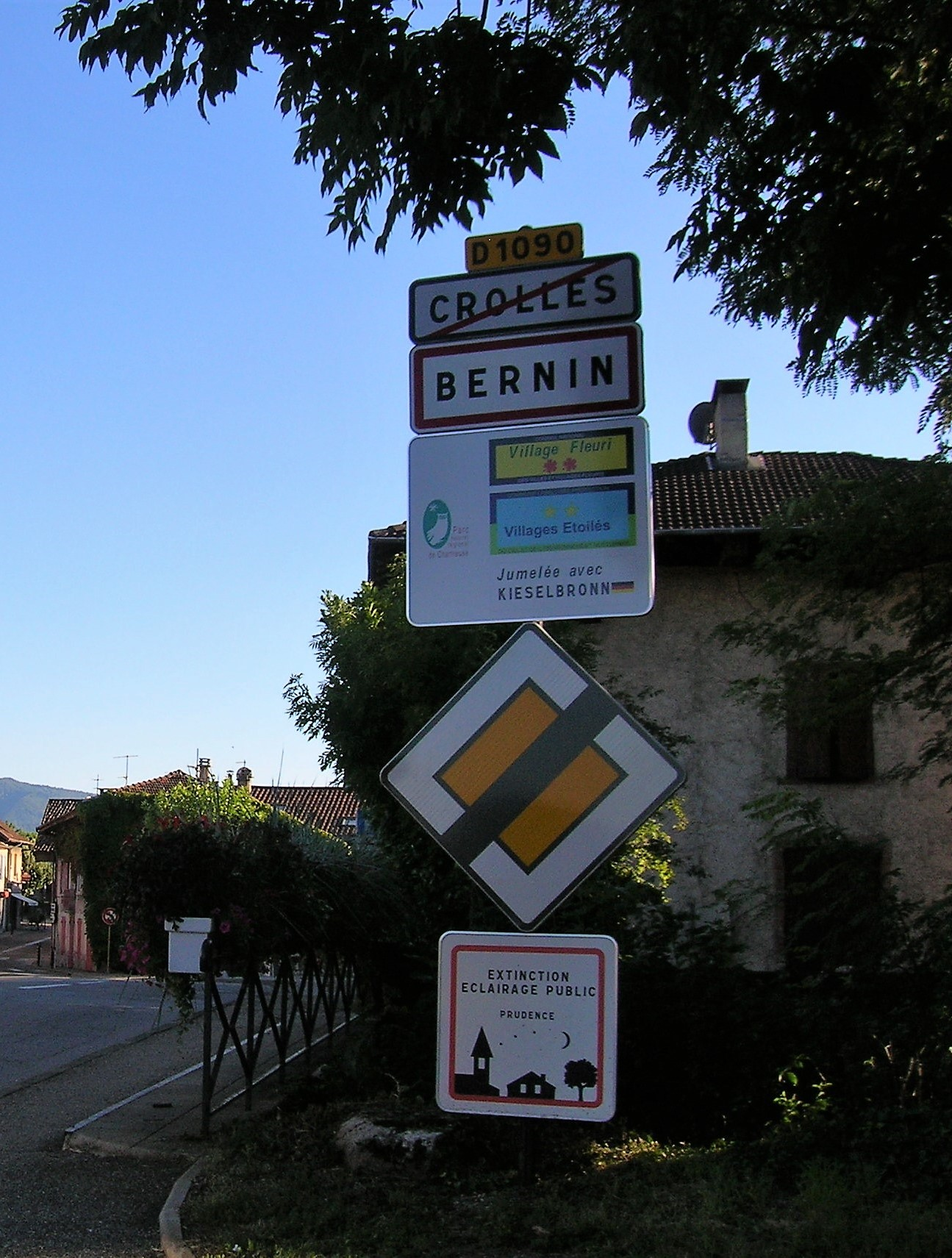
Panneau d'entrée de Bernin sur la RD1090.

Le territoire de la commune de Bernin est traversé par deux voies à grande circulation, l'autoroute A41 et l'ancienne route nationale 90 reclassée en RD1090.
L'autoroute A41 relie Grenoble à Genève. Sa date mise en service remonté à l'année 1981. La section Grenoble – Crolles a été construite pour les JO d'hiver de Grenoble. Cette voie autoroutière est gérée en concession par la société AREA (Société des Autoroutes Rhône-Alpes), Bernin est desservie par une bretelle d'accès directe :
- 24c Bernin à 12 km (demi-échangeur côté Grenoble)

La route départementale 1090 (RD 1090) traverse la commune selon un axe nord-est - sud ouest (vers Crolles) et sa gestion a été confiée au département.

## Urbanisme

### Typologie
Au 1er janvier 2024, Bernin est catégorisée ceinture urbaine, selon la nouvelle grille communale de densité à sept niveaux définie par l'Insee en 2022.
Elle appartient à l'unité urbaine de Crolles, une agglomération intra-départementale regroupant deux  communes, dont elle est une commune de la banlieue,,. Par ailleurs la commune fait partie de l'aire d'attraction de Grenoble, dont elle est une commune de la couronne,. Cette aire, qui regroupe 204 communes, est catégorisée dans les aires de 700 000 habitants ou plus (hors Paris),.

### Occupation des sols
L'occupation des sols de la commune, telle qu'elle ressort de la base de données européenne d’occupation biophysique des sols Corine Land Cover (CLC), est marquée par l'importance des territoires agricoles (48,2 % en 2018), en diminution par rapport à 1990 (51,9 %). La répartition détaillée en 2018 est la suivante : 
zones agricoles hétérogènes (30,4 %), forêts (26 %), zones urbanisées (20,8 %), terres arables (17,9 %), zones industrielles ou commerciales et réseaux de communication (3,8 %), eaux continentales (1,2 %). L'évolution de l’occupation des sols de la commune et de ses infrastructures peut être observée sur les différentes représentations cartographiques du territoire : la carte de Cassini (XVIIIe siècle), la carte d'état-major (1820-1866) et les cartes ou photos aériennes de l'IGN pour la période actuelle (1950 à aujourd'hui).

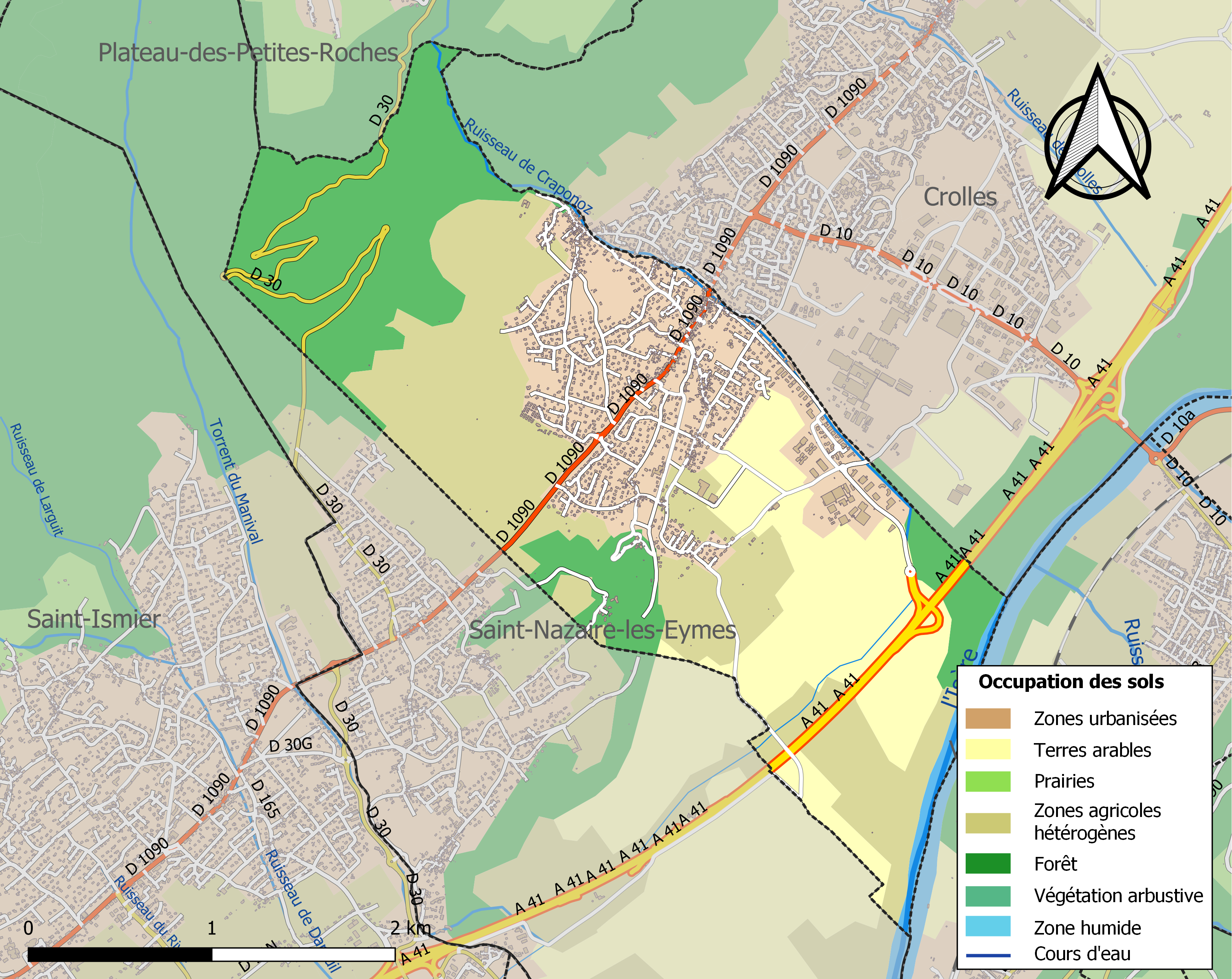
Carte des infrastructures et de l'occupation des sols de la commune en 2018 (CLC).

### Risques naturels et technologiques

#### Risques sismiques
L'ensemble du territoire de la commune de Bernin est situé en zone de sismicité n°4 (sur une échelle de 1 à 5), comme la plupart des communes de son secteur géographique.
| Type de zone | Niveau            | Définitions (bâtiment à risque normal) |
| ------------ | ----------------- | -------------------------------------- |
| Zone 4       | Sismicité moyenne | accélération = 1,6 m/s2                |

## Toponymie

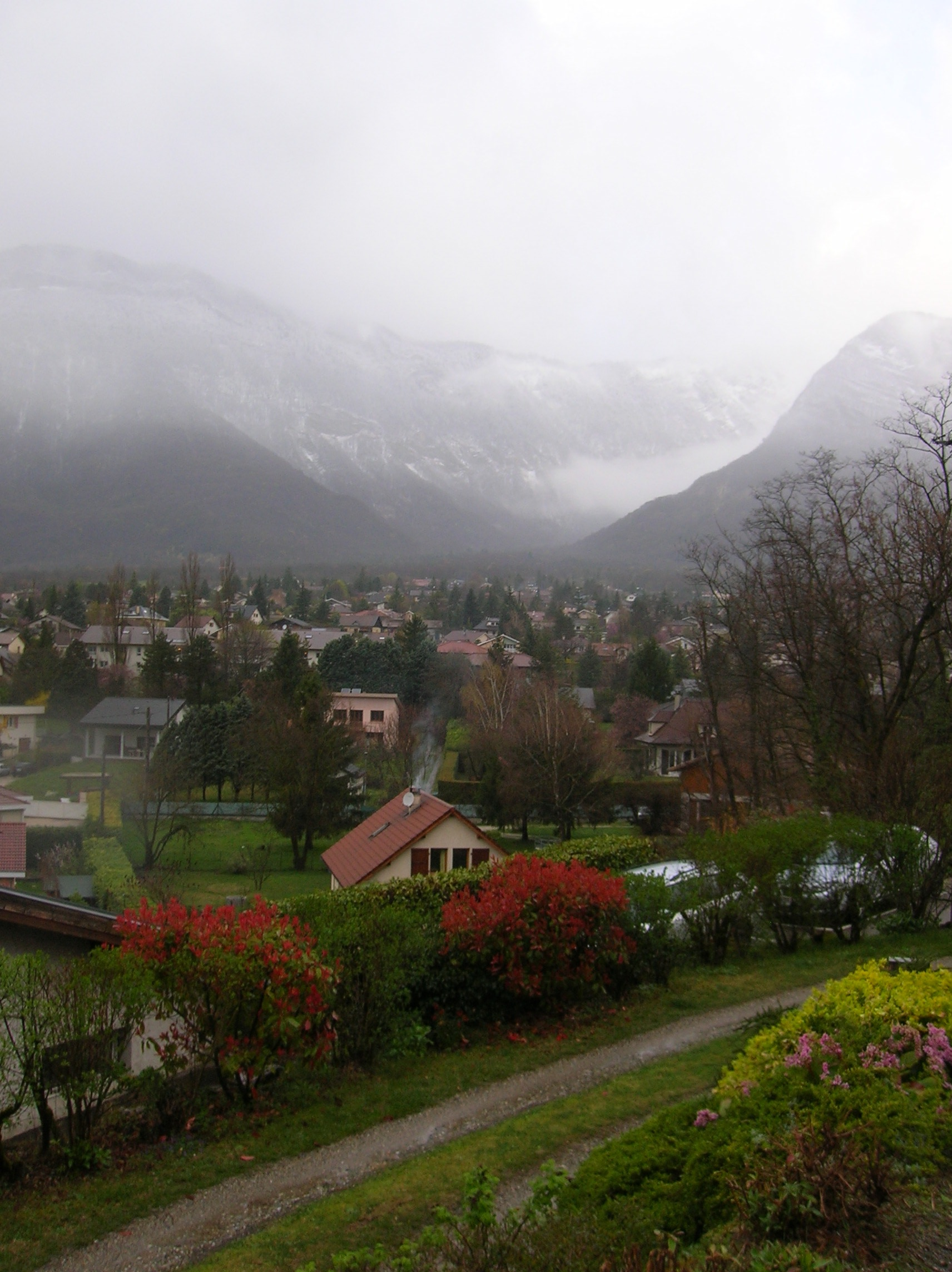
Vue générale.

### Nom de la commune
Selon l'Office Géographique Arpitan, le nom de la commune en arpitan est Brenin, prononcé [brə.ˈnɛ̃]. Le nom de Bernin est mentionné pour la première fois au XIe siècle, sous la forme capella sancta Maria de berniaco. D'après Jacques Bruno, Bernin provient du nom gaulois Brennos et du suffixe locatif -iacum.

### Nom de hameaux
Le hameau de Craponoz s'appelle en arpitan Craponou, prononcé [kra.ˈpo.nu]. Comme beaucoup de toponymes d'origine arpitane, le z final ne sert qu'à marquer le paroxytonisme et ne doit pas être prononcé. Le nom aurait une origine celtique : en effet, les Gaulois donnaient souvent le nom de « crapon » à certaines localités remarquables par la qualité de leurs sources, or Craponoz est situé à proximité d’une cascade de 130 mètres de hauteur.

## Histoire

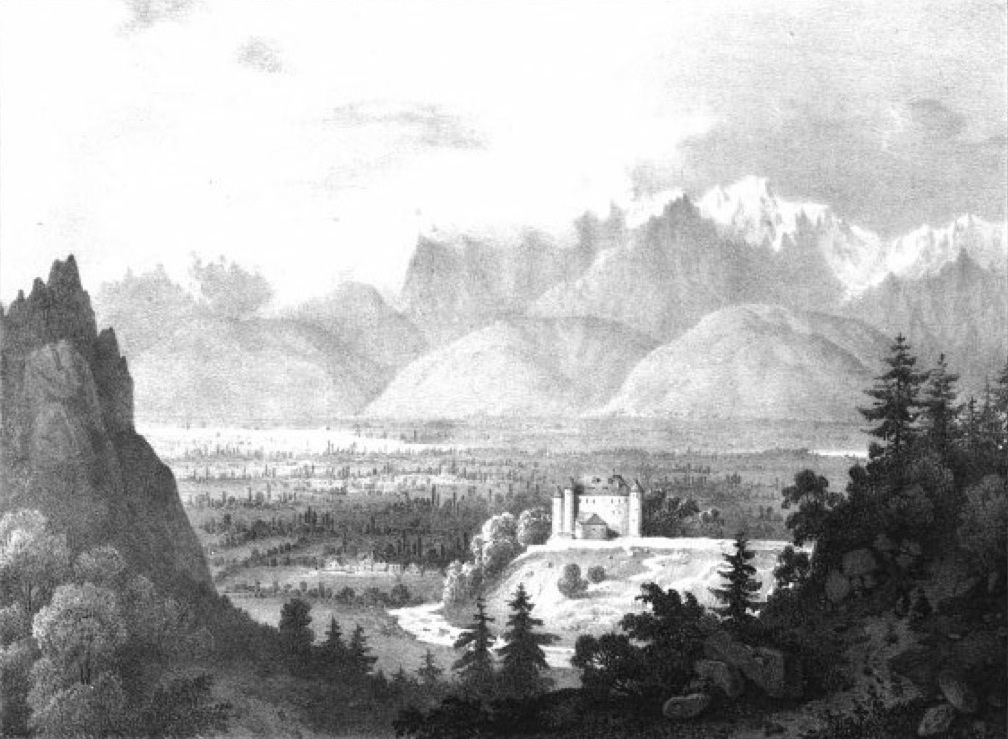
Le Château de Craponoz au XIXe siècle, illustré par Victor Cassien (1808 - 1893).

### Préhistoire et Antiquité
À compter du IVe millénaire av. J.-C., la mise en culture progressive des terroirs sur les flancs du Grésivaudan et de la Combe de Savoie par des paysans néolithiques a pu être constatée par des recherches archéologiques
Durant la période antique, le territoire de Bernin, en plein cœur de la vallée du Grésivaudan, au pied des plus hauts sommets du massif de la Chartreuse se situait, dans le territoire des Allobroges, ensemble de tribus gauloises qui occupaient l'ancienne Savoie, le nord et le centre du Dauphiné.

### Moyen Âge
Au XIe siècle, deux maisons fortes sont construites : la Véhérie ou Veyrie et Craponoz. Dès lors et jusqu’à la Révolution de 1789, se succédèrent de nombreuses familles de seigneurs. Située sur un promontoire, dominant la vallée de l’Isère, la Véhérie occupait une position défensive remarquable. C’est également au XIe siècle que les Bénédictins installèrent un prieuré à mi-hauteur de la colline de la Véhérie. Ainsi, dès cette époque, Bernin possédait tous les éléments de la société féodale : seigneurs, moines et cultivateurs.

### Époque contemporaine
Bernin a élu son premier maire le 28 janvier 1790 : il s’appelait Jean-Philippe Colin. À cette époque, le village comptait 173 familles, soit 896 habitants, et était chef-lieu de canton. Puis, sa population augmenta lentement jusqu’au milieu du XIXe siècle avant de décliner puis d’exploser au cours des 20 dernières années.

## Politique et administration

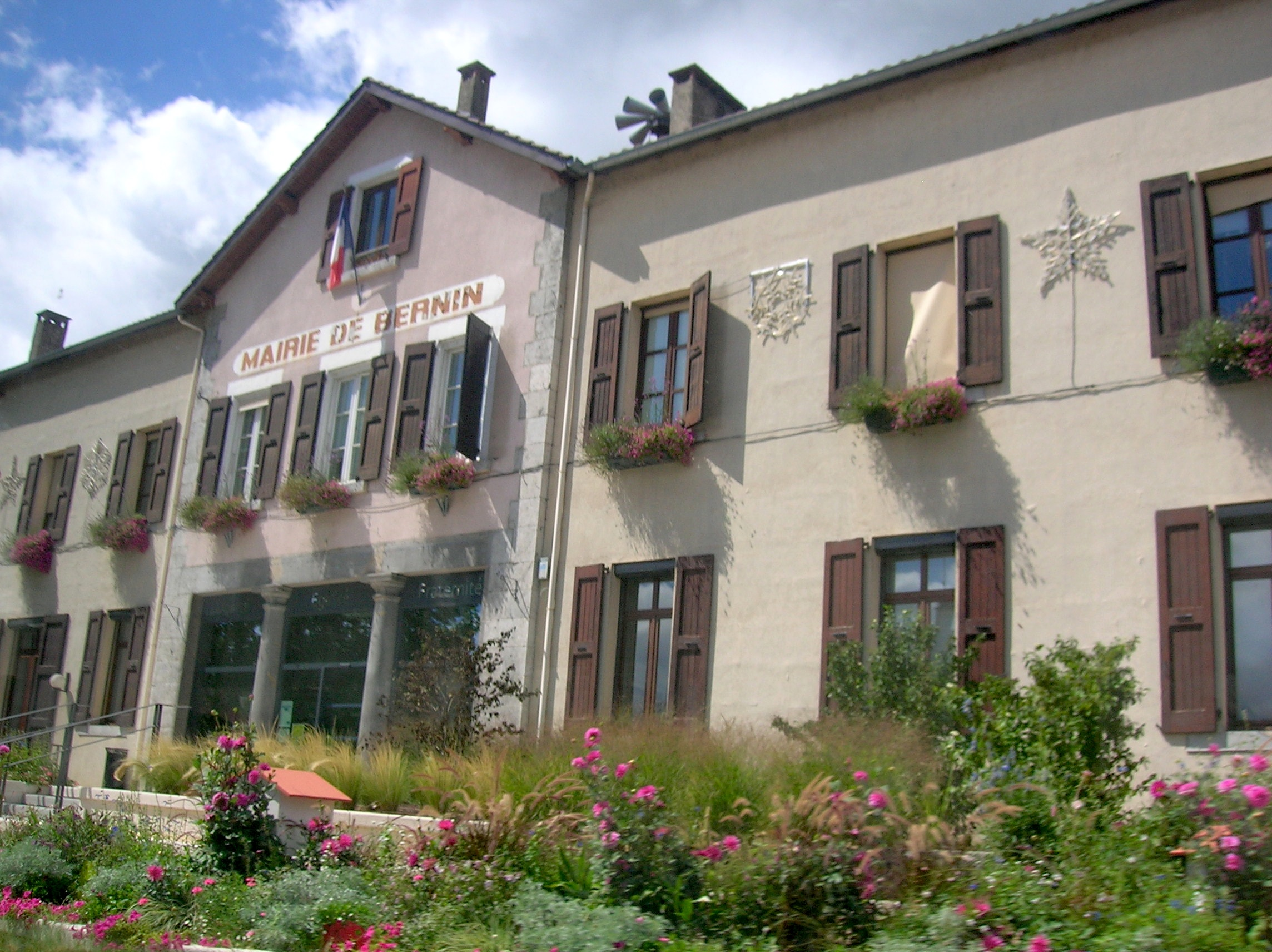
La mairie.

### Liste des maires
| Période                                  | Période      | Identité              | Étiquette | Qualité |
| ---------------------------------------- | ------------ | --------------------- | --------- | --- |
| mars 1977                                | février 1989 | Jean-Claude Bobillon  | RPR       | Ingénieur |
| mars 1989                                | février 2004 | André Vidal           | PS        | |
| février 2004                             | mars 2008    | Nicole Sechaud        | PS        | |
| mars 2008                                | mars 2014    | Laurence Bellicard    | UMP       | Vice présidente de la communauté de communes du Grésivaudan en charge des politiques contractuelles Vice présidente du SIZOV en charge de la communication |
| mars 2014                                | mai 2020     | Cécile Rocca          | LR,       | Salariée du secteur médical |
| mai 2020                                 | En cours     | Anne-Françoise Besson | LR-LR     | |
| Les données manquantes sont à compléter. |              |                       |           | |

### Jumelages
Kieselbronn  (Allemagne) depuis 1987

## Population et société

### Démographie
L'évolution du nombre d'habitants est connue à travers les recensements de la population effectués dans la commune depuis 1793. Pour les communes de moins de 10 000 habitants, une enquête de recensement portant sur toute la population est réalisée tous les cinq ans, les populations de référence des années intermédiaires étant quant à elles estimées par interpolation ou extrapolation. Pour la commune, le premier recensement exhaustif entrant dans le cadre du nouveau dispositif a été réalisé en 2007.

En 2022, la commune comptait 3 230 habitants, en évolution de +4,29 % par rapport à 2016 (Isère : +3,07 %, France hors Mayotte : +2,11 %).
| 1793 | 1800 | 1806 | 1821 | 1831 | 1836  | 1841  | 1846  | 1851  |
| ---- | ---- | ---- | ---- | ---- | ----- | ----- | ----- | ----- |
| 889  | 959  | 998  | 997  | 976  | 1 046 | 1 071 | 1 114 | 1 124 |

| 1856  | 1861  | 1866  | 1872  | 1876  | 1881  | 1886  | 1891 | 1896 |
| ----- | ----- | ----- | ----- | ----- | ----- | ----- | ---- | ---- |
| 1 161 | 1 164 | 1 082 | 1 095 | 1 080 | 1 036 | 1 016 | 899  | 886  |

| 1901 | 1906 | 1911 | 1921 | 1926 | 1931 | 1936 | 1946 | 1954 |
| ---- | ---- | ---- | ---- | ---- | ---- | ---- | ---- | ---- |
| 833  | 832  | 809  | 715  | 733  | 750  | 669  | 665  | 723  |

| 1962 | 1968 | 1975  | 1982  | 1990  | 1999  | 2006  | 2007  | 2012  |
| ---- | ---- | ----- | ----- | ----- | ----- | ----- | ----- | ----- |
| 775  | 964  | 1 353 | 1 973 | 2 473 | 2 902 | 2 994 | 3 007 | 2 967 |

| 2017  | 2022  | - | - | - | - | - | - | - |
| ----- | ----- | - | - | - | - | - | - | - |
| 3 072 | 3 230 | - | - | - | - | - | - | - |

### Enseignement
La commune est rattachée à l'académie de Grenoble.

### Équipement culturel et sportif
Un terrain de football est situé dans la commune. Il fait partie des équipements sportifs mis à la disposition de la population.

### Médias
Historiquement, le quotidien à grand tirage Le Dauphiné libéré consacre, chaque jour, y compris le dimanche, dans son édition de Grenoble, un ou plusieurs articles à l'actualité du canton, de la communauté de communes et quelquefois de la commune, ainsi que des informations sur les éventuelles manifestations locales, les travaux routiers, et autres événements divers à caractère local.
La commune est située sur l'aire de diffusion de radio Ici Isère, une radio publique qui émet sur tout le territoire du département de l'Isère.

### Cultes
La communauté catholique et l'église de Bernin (propriété de la commune) sont rattachées à la paroisse Saint Martin du Manival, elle-même rattachée au diocèse de Grenoble-Vienne.

## Économie

### Secteurs d'activité

#### Secteur agricole

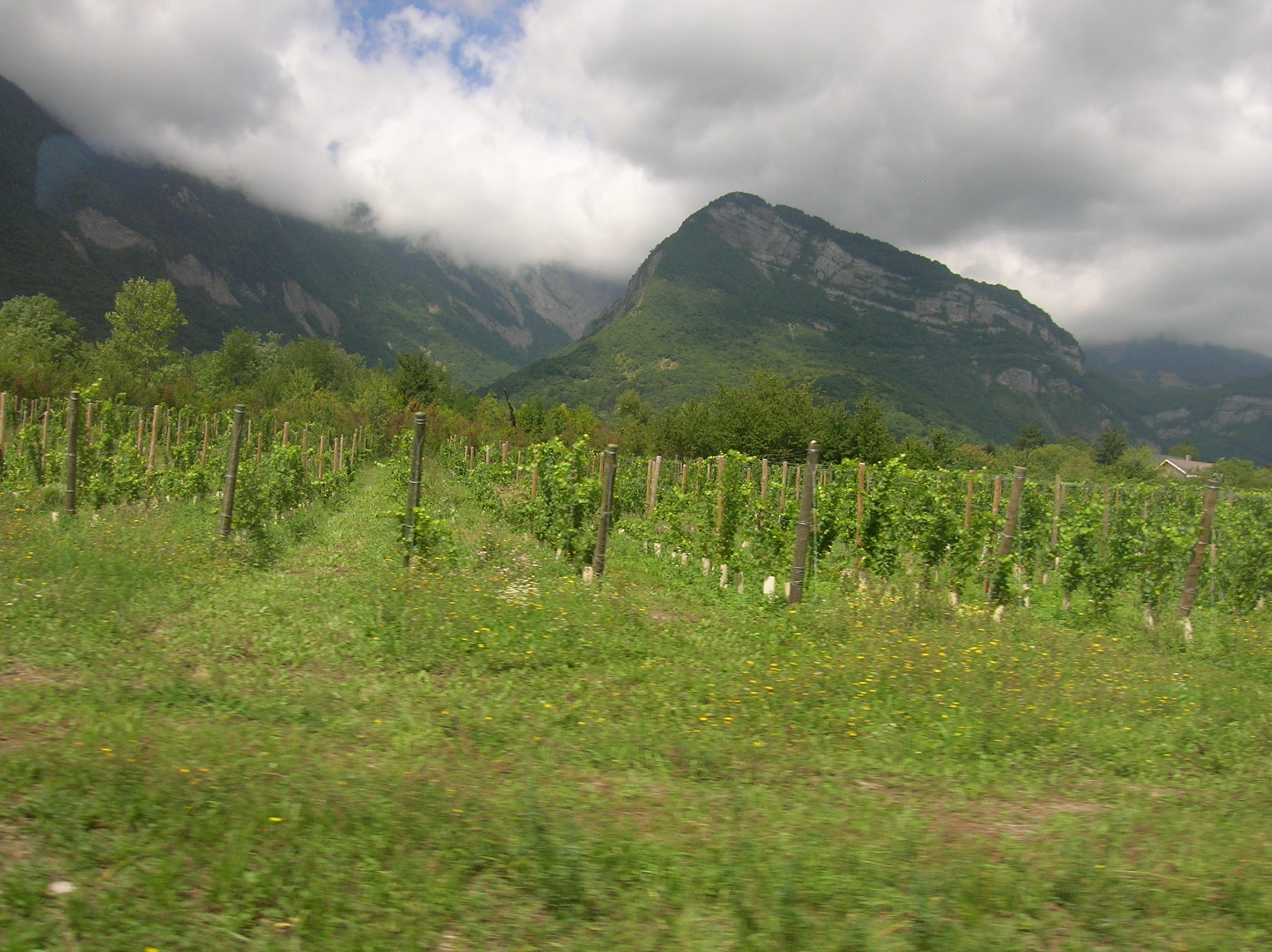
Les vignobles pour la production du Coteaux-du-grésivaudan.

De nombreuses parcelles de vignobles sont situées sur les contreforts est du massif de la Chartreuse dans la vallée du Grésivaudan, depuis Barraux au nord jusqu'à Meylan dans la banlieue de Grenoble, connue sous l'appellation des « Coteaux du Grésivaudan » au sein du label Isère (IGP).
La commune fait partie de l'aire géographique de production et transformation du « Bois de Chartreuse », la première AOC de la filière Bois en France.

#### Secteur industriel
Toutes les entreprises sont sur le site internet de la commune. Quelques-unes d'entre elles sont présentées ci-dessous :
- Soitec est une société de production de plaquettes de silicium (pour les circuits intégrés, les mémoires, les micro-processeurs…), qui possède un brevet unique au monde. Cette exclusivité a permis à l'entreprise de faire une progression de 116 % en 2002. La société est implantée à Bernin depuis 1998 et compte environ 700 salariés. Bien que la société communique peu sur ses clients, on peut en citer quelques-uns parmi les plus prestigieux : AMD, Philips, Mitsubishi, Honeywell… ;
- Faure Ingénierie est un spécialiste de la maîtrise de la contamination particulaire et moléculaire, un des leaders dans la conception, la réalisation et la validation de salles propres, de bâtiments et aménagements de « pôles » technologiques ;
- Mondia Quartz est une nouvelle usine spécialisée depuis 1996 dans le domaine de la transformation du quartz qui répond aux normes très sévères de la microélectronique en termes de la salle blanche et d'outils industriels ;
- Capsys est une société innovante à fort potentiel technologique, spécialiste européen dans le domaine des capteurs et détecteurs de véhicules. Capsys maîtrise les technologies en adéquation optimale avec la régulation du trafic urbain, la localisation et priorité aux transports en commun, la commande d'ouverture de barrières, parking, bornes automatiques, portes industrielles ;
- 40-30 : depuis 1986, 40-30 assure la maintenance et la réparation de sous-systèmes et d'équipements complexes, utilisés dans l'industrie et la recherche. La société compte plus de 200 ingénieurs et techniciens ;
- Divers : Intuiskin ; Ioma ; Memscap.

## Culture locale et patrimoine

### Lieux et monuments

#### Château de la Veyrie

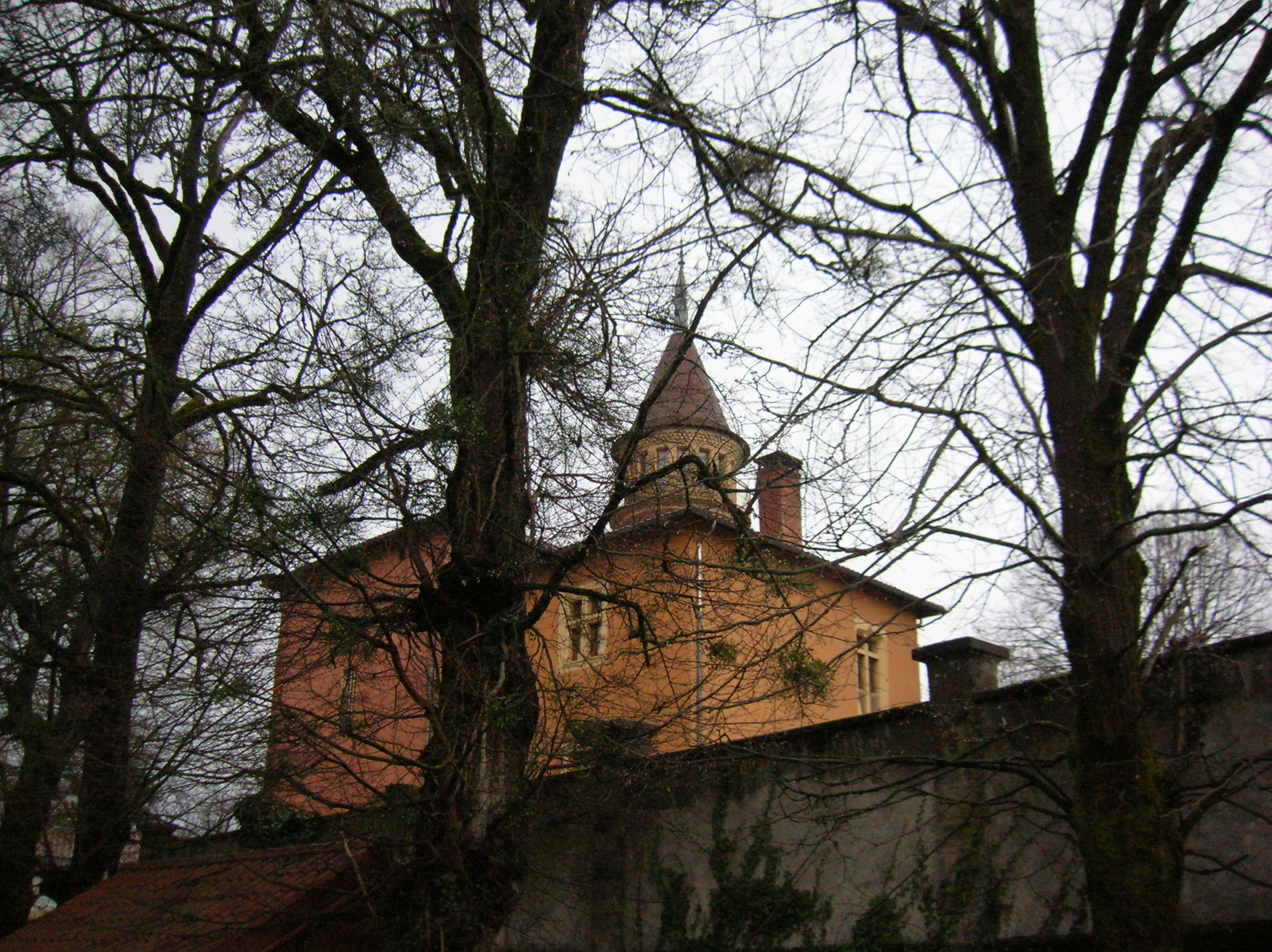
Le château de la Veyrie.

La maison forte de la Veyrie ou château de la Veyrie (ou Véhérie) a été bâti sur une des rares buttes du Grésivaudan.
En effet, il y a quelques dizaines de milliers d’années la chute du glacier de l’Isère a raboté la vallée. Les éléments arrachés et charriés par celui-ci s’y sont déposés et forment des buttes appelées moraines. Le château de la Veyrie, ou de la Véherie, fut probablement construit pour résister aux attaques de Sarrasins au cours du XIe siècle. Malgré sa position défensive remarquable, aucune source historiques connue ne relate de siège et aucune attaque ne semble y avoir eu lieu.
En 1919, Charles-Albert Keller, ingénieur des Arts et Métiers, officier de la Légion d'honneur, qui fut un pionnier de la houille blanche à Livet-et-Gavet, acquiert le château pour en faire son lieu de résidence secondaire. Le château appartient désormais à la commune de Bernin depuis fin 1995. Des travaux de réhabilitation ont débuté en 2000 et ont abouti à l'ouverture d'un restaurant. Il subsiste du bâtiment médiéval notamment les tours et le rempart.

#### ÉgliseNotre-Dame de l'Assomption
Cette église, entourée de son cimetière, domine une partie du village et la vallée du Grésivaudan.

Quelques photos de l'église Notre-Dame de l'Assomption
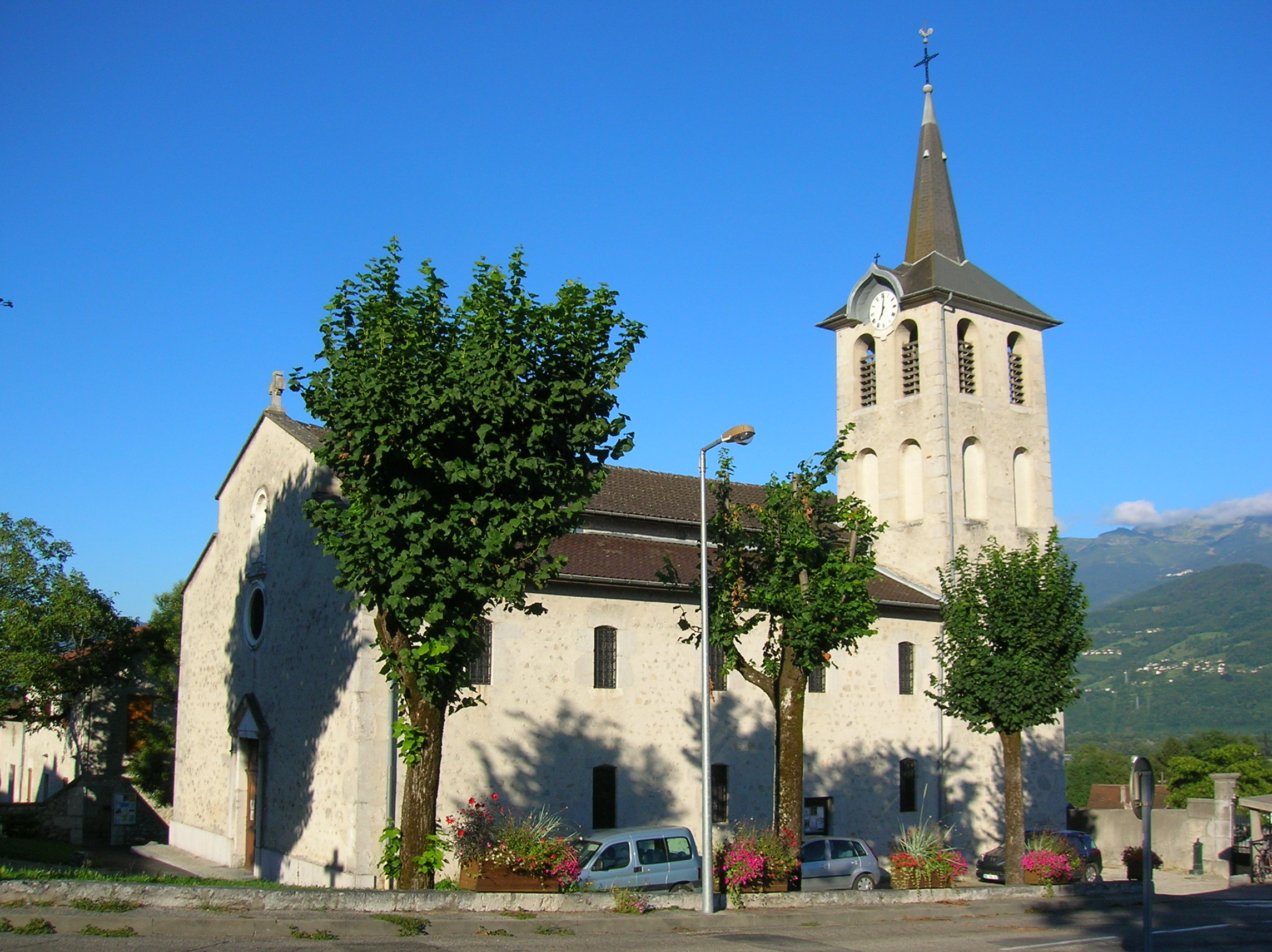
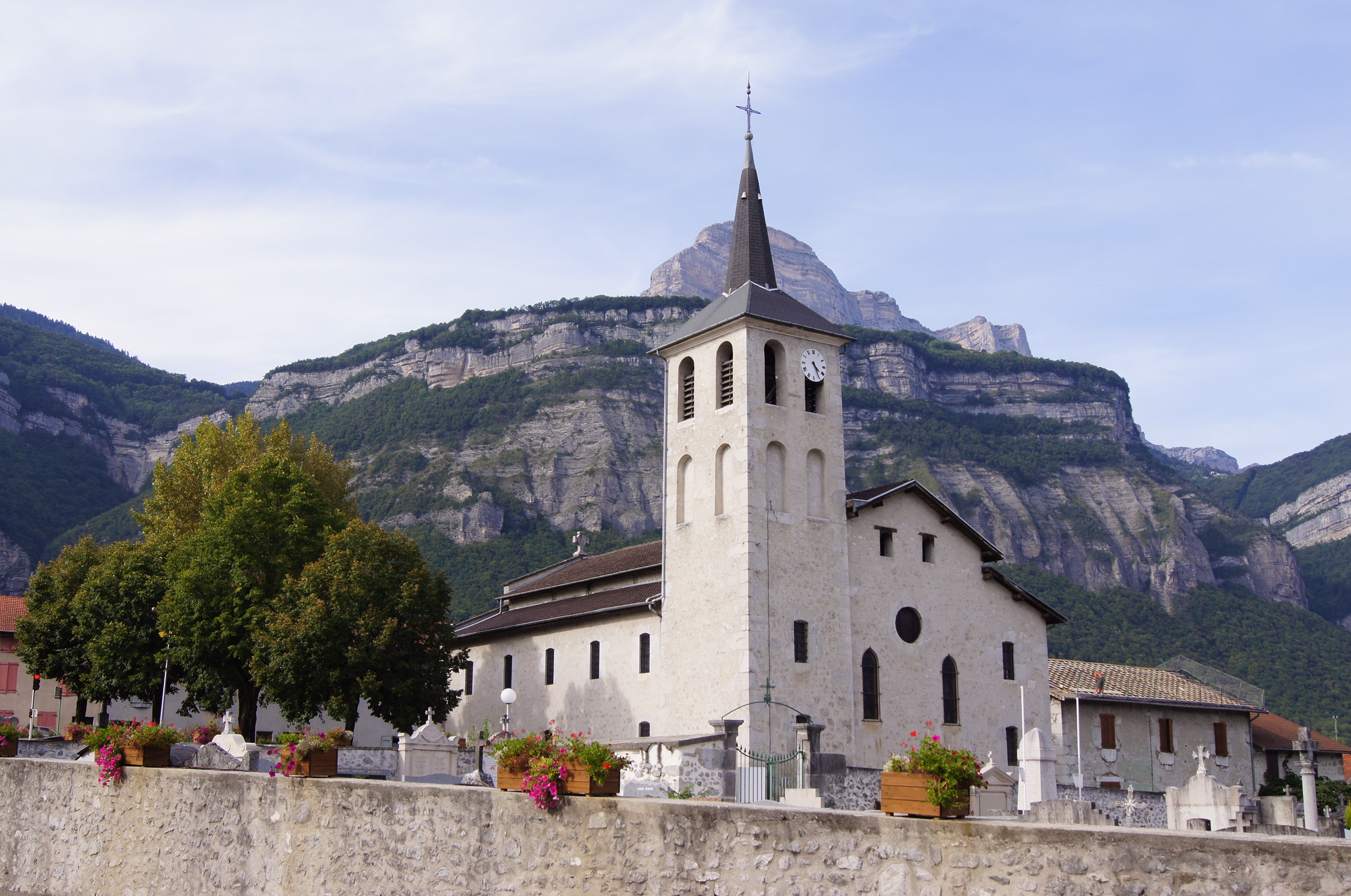
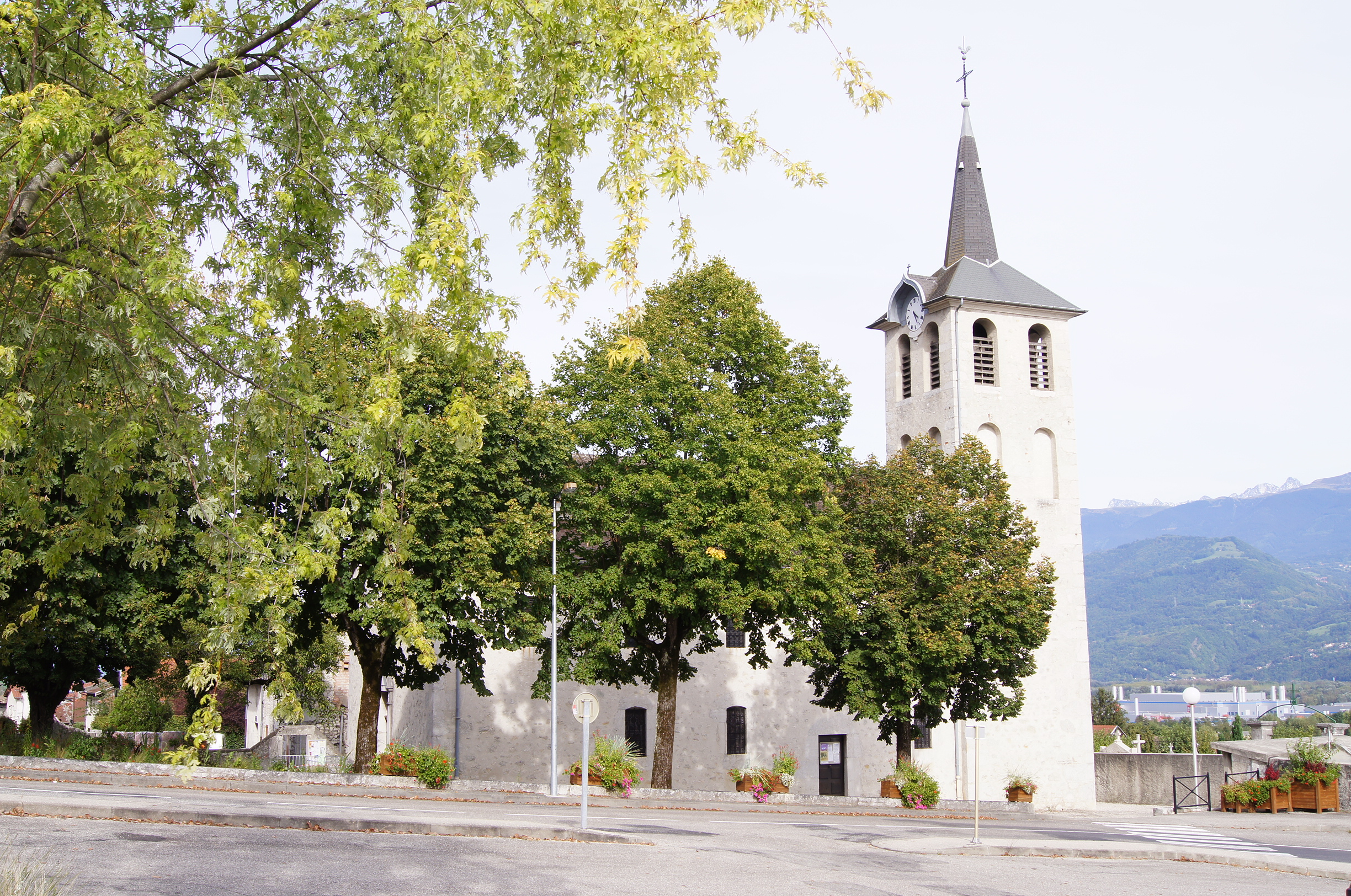
L'église.
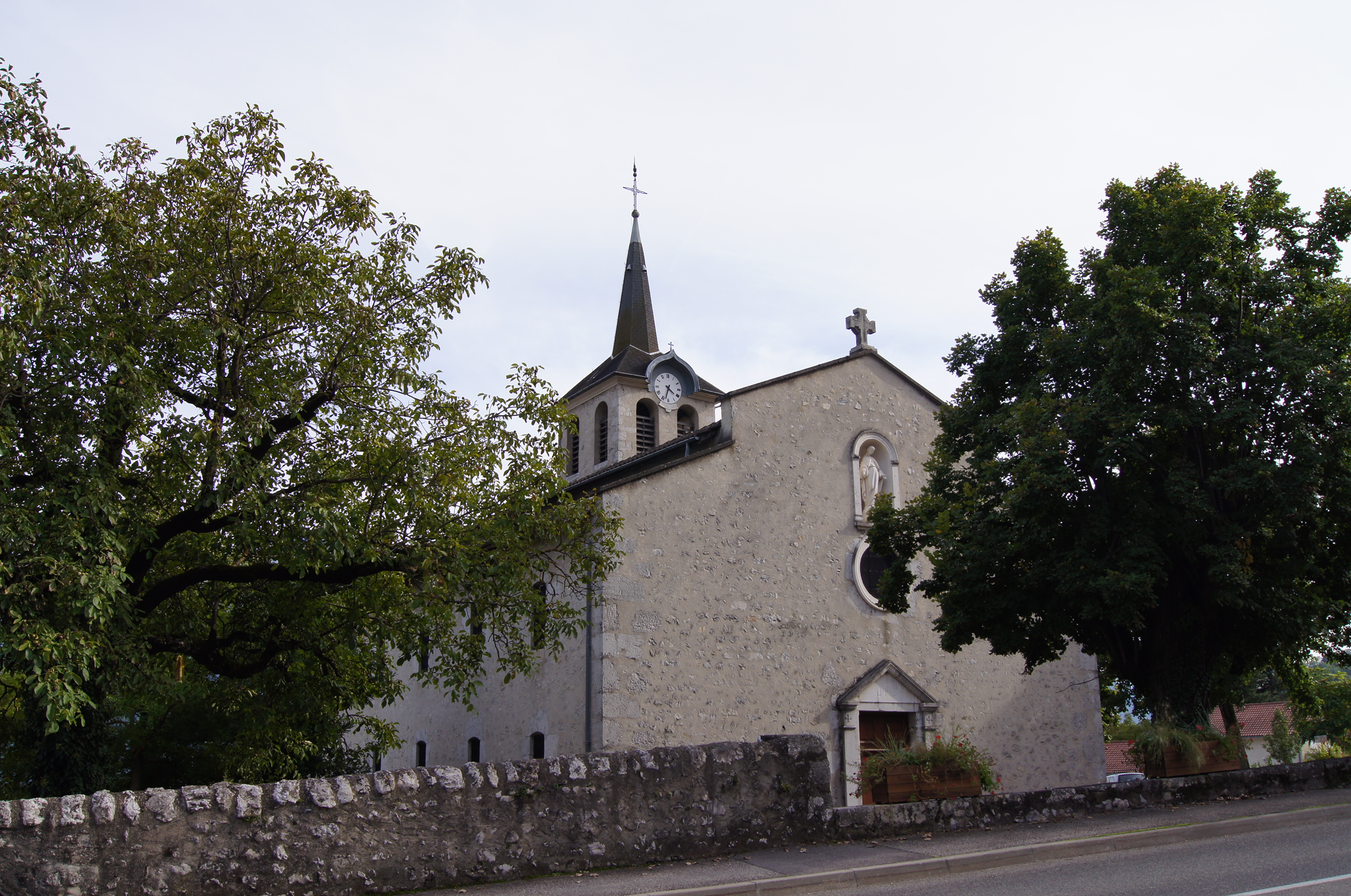
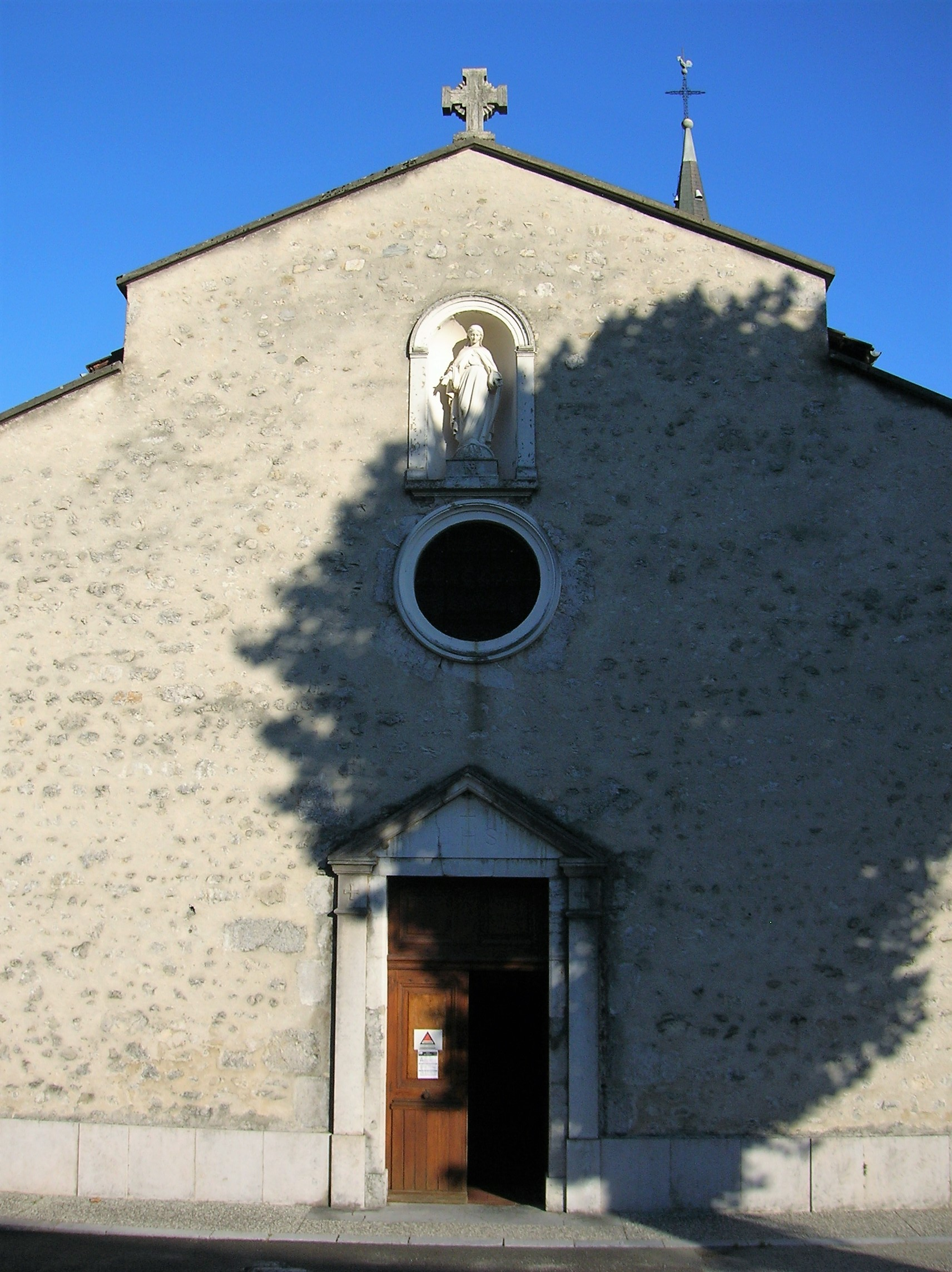

#### Château de Craponoz
Cette maison forte a appartenu aux Montfort, puis aux Vachon de Belmont, dont l'un, François Vachon de Belmont dit « Soutane de fer » fut envoyé au Canada en 1680 pour évangéliser les Iroquois.  Les seigneurs de Bernin par alliance aux Terrail (famille dont est issu Pierre Terrail de Bayard dit le chevalier Bayard) y entrèrent. La famille de Craponoz s'est éteinte dans les années 1600.
Aujourd'hui, il est la propriété de la famille Sabatier.
Au XIIIe siècle, il y avait une tour carrée qui fut complétée par la suite par un bâtiment rectangulaire au XVe siècle et par des tours rondes à toits poivrières au XVIe siècle.

### Patrimoine naturel
La commune fait partie du parc naturel régional de Chartreuse. Son territoire présente un site naturel, mais néanmoins privé :
- cascade de Craponoz[32].

### Espaces verts et fleurissement
En mars 2017, la commune confirme le niveau « deux fleurs » au concours des villes et villages fleuris, ce label récompense le fleurissement de la commune au titre de l'année 2016.

### Personnalités liées à la commune
Parmi les personnages célèbres nés à Bernin, citons : 
- Jehan de Bernin : qui naît au château de la Veyrie vers 1191 et sera archevêque de Vienne durant 48 ans, et légat du pape ;

- Félix-Auguste Clément, peintre ;
- Adrienne Jouclard, peintre ;

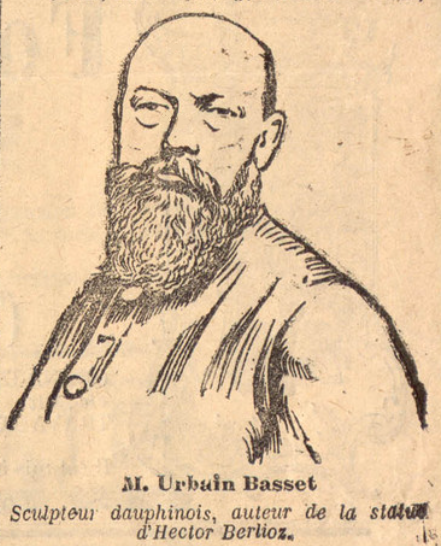
Urbain Basset (1903).

- le général Février : dont la famille a largement contribué à la décoration et l'embellissement de l’église par le don de vitraux ;
- le sculpteur Urbain Basset : né à Bernin en 1842, décédé en 1924, qui créait dans son atelier situé dans le bas Bernin et dont les œuvres peuvent être admirées aujourd’hui au musée de Grenoble.Sa sculpture Le Torrent a longtemps été exposé à l'entrée du Jardin de Ville de Grenoble avant de regagner une salle du musée en 2020[34].
- Charles Albert Keller : dernier propriétaire du château de la Veyrie, eut l'initiative de projets industriels dans la vallée de la Romanche, à Livet-et-Gavet notamment ;
- Jérôme-Dominique Bourgeat (1760-1827) : général d'Empire né le 29 septembre 1760 à Bernin. Lieutenant en 1792 à l'armée du Rhin, colonel et général d'artillerie en Espagne puis à la Grande Armée. Commandant l'artillerie de la place de Strasbourg en 1814[35].

### Bernin dans les arts

#### Bernin au cinéma
Le film de François Truffaut, La Femme d'à côté se passe à Bernin.

### Héraldique
| Blason de Bernin | Blason  | Mantelé d'or au dauphin d'azur crété, barbé, loré et peautré de gueules adextré d'une grappe de raisin de sable, tigée du même, d'azur à la montagne au naturel issant de la partition. |
| Blason de Bernin | Détails | Le statut officiel du blason reste à déterminer. |